# دیوید لوین
دیوید لوین (به انگلیسی: David Levine) (زاده ۲۰ دسامبر ۱۹۲۶- درگذشته ۲۹ دسامبر ۲۰۰۹) کاریکاتوریست آمریکایی بود. کارهای او که بیشتر چهره‌های ادبی را می‌کشید در نشریات ادبی و فرهنگی آمریکایی به ویژه در مجله نیویورک ریویو آو بوکز منتشر می‌شد.